# Gura Camencii
Gura Camencii – miejscowość i gmina w Mołdawii, w rejonie Florești. W 2014 roku liczyła 3018 mieszkańców.